# Augusztus 27.
Augusztus 27. az év 239. (szökőévben 240.) napja a Gergely-naptár szerint. Az évből még 126 nap van hátra.
Névnapok: Gáspár + Cézár, Gazsó, Gibárt, József, Káldor, Mónika, Vilja

## Események
- 827 – Bálint pápa megválasztása.
- 1301 – János kalocsai érsek magyar királlyá koronázza Vencelt (II. Vencel cseh és lengyel király fiát).
- 1310 – Károly Róbert harmadszori megkoronázása
- 1534 – Majláth István vezette erdélyi, havasalföldi seregek, szövetségben Moldvával ostromlják Medgyest, ahová Lodovico Gritti vette be magát.
- 1855 – Franciaország (III. Napóleon), Nagy-Britannia (Palmerston miniszterelnök) és az Oszmán Birodalom szövetsége győzelmet arat Oroszország felett Szevasztopolnál. Ebben a csatában Lev Tolsztoj is részt vett.
- 1883 – A Krakatau vulkán kitörése. Az esemény az emberiség történelmének egyik legsúlyosabb természeti katasztrófája volt.
- 1914 – Az Osztrák–Magyar Monarchia hadat üzen Belgiumnak.
- 1916 – Románia csatlakozik az Antanthoz, hadat üzen Magyarországnak, a román haderő megkezdi Erdély elfoglalását.
- 1919 – Andrej Hlinka és František Jehlicka, néppárti szlovák politikusok titokban a párizsi békekonferenciára utaznak, hogy ott a tervezett autonóm Szlovákia számára nemzetközi garanciákat szerezzenek.
- 1928 – Párizsban 15 ország képviselői aláírják a Briand-Kellogg paktumot a háború nemzetközi jogi elítéléséről.
- 1941 — A kamenyec-podolszkiji tömegmészárlás a zsidó holokauszt kezdete.
- 1944 – A Kárpátokban a Székelyföld felé nyomuló szovjet hadsereg az Ojtozi-szorosban eléri és átlépi Magyarország 1941-es határát.
- 1944 – Szovjet légitámadás érte Ungvárt.
- 2003 – Pokolgépes merényletben megölik a Dagesztáni Köztársaság külkapcsolatokért, valamint nemzetiségi és tájékoztatási ügyekért felelős miniszterét, Mohamed-Szaleh Guszajevet.
- 2004 – A magyar Wikipédia eléri a 2500. szócikket.

## Sportesemények
Formula–1
- 1967 –  kanadai nagydíj, Mosport Park - Győztes:  Jack Brabham  (Brabham Repco)
- 1978 –  holland nagydíj, Zandvoort - Győztes:  Mario Andretti  (Lotus Ford)
- 1989 –  belga nagydíj, Spa Francorchamps - Győztes: Ayrton Senna  (McLaren Honda)
- 1995 –  belga nagydíj, Spa Francorchamps - Győztes:  Michael Schumacher  (Benetton Renault)
- 2000 –  belga nagydíj, Spa Francorchamps - Győztes:  Mika Häkkinen  (McLaren Mercedes)
- 2006 –  török nagydíj, Istanbul - Győztes:  Felipe Massa  (Ferrari)
- 2017 –  belga nagydíj, Spa Francorchamps  - Győztes: Lewis Hamilton  (Mercedes)

Kamion-Európa-bajnokság
- 2016 –  magyar nagydíj, Hungaroring - Győztesek: Jochen Hahn, Stephanie Halm

## Születések
- 1669 – Anna Mária orléans-i hercegnő († 1728)
- 1730 – Johann Georg Hamann német filozófus, író († 1788)
- 1770 – Georg Wilhelm Friedrich Hegel német filozófus († 1831)
- 1776 – Barthold Georg Niebuhr német történész, diplomata († 1831)
- 1785 – Agustín Gamarra perui politikus, az ország elnöke (1829–1833, 1838–1841) († 1841)
- 1809 – Hannibal Hamlin amerikai politikus, az ország alelnöke (1861–1865) († 1891)
- 1812 – Szemere Bertalan 1848–49-es politikus, miniszterelnök († 1869)
- 1813 – Giovanni Luppis, az osztrák-magyar haditengerészet tisztje, az önálló hajtással rendelkező torpedó feltalálója († 1875)
- 1827 – Charles De Coster belga író († 1879)
- 1845 – Lechner Ödön építész († 1914)
- 1854 – Badics Ferenc irodalomtörténész, az MTA tagja († 1939)
- 1856 – Ivan Jakovics Franko ukrán író, költő († 1916)
- 1858 – Giuseppe Peano olasz matematikus († 1932)
- 1863 – Lawrence Lambe kanadai geológus és paleontológus († 1919)
- 1864 – Császár Imre színész († 1933)
- 1865 – Charles G. Dawes Nobel-békedíjas amerikai politikus, az ország alelnöke (1925–1929), a Dawes-terv megalkotója († 1951)
- 1869 – Karl Haushofer német földrajztudós, szociológus († 1946)
- 1871 – Theodore Dreiser amerikai író, újságíró († 1945)
- 1874 – Carl Bosch Nobel-díjas német kémikus († 1940)
- 1877 – Charles Rolls angol autógyártó, a Rolls-Royce Motor Cars egyik alapítója († 1910)
- 1878 – Pjotr Nyikolajevics Vrangel orosz tábornok, az orosz polgárháború egyik vezető alakja († 1928)
- 1883 – Verebélÿ László az első európai okleveles villamosmérnök, Kossuth-díjas egyetemi tanár, az MTA tagja († 1959)
- 1884
  - Vincent Auriol francia politikus, az ország elnöke (1947–1954) († 1966)
  - Alfredo Baldomir uruguayi politikus, az ország elnöke (1938–1942) († 1948)
  - Gyárfás Elemér jogász, politikus, publicista († 1945)
- 1885 – Georg Wilhelm Pabst osztrák filmrendező († 1967)
- 1890 – Man Ray amerikai képzőművész, fényképész, a dadaizmus és a szürrealizmus képviselője († 1976)
- 1894 – Hosszu Márton magyar festőművész († 1953)
- 1895 – Alföldi András régész, ókortörténész, az MTA tagja († 1981)
- 1896 – Mijazava Kendzsi japán költő, meseíró († 1933)
- 1899 – Cecil Scott Forester angol író, újságíró († 1966)
- 1902
  - Ék Sándor Kossuth-díjas festőművész († 1975)
  - Megay Károly magyar mezőgazdász, szakíró, mezőgazdasági kamarai titkár, országgyűlési képviselő († ?)
- 1903 – Keserű Ferenc olimpiai bajnok vízilabdázó († 1968)
- 1908
  - Lyndon B. Johnson amerikai politikus, az Amerikai Egyesült Államok 38. elnöke (1963–1969) († 1973)
  - Don Bradman ausztrál krikettjátékos († 2001)
- 1909
  - Zimándi Pius (er. Zilich István) premontrei szerzetes, tanár, irodalomtörténész, pedagógiai szakíró († 1973)
  - Charles Pozzi (Carlos Alberto Pozzi) francia autóversenyző († 2001)
- 1911 – Barabás Tibor Kossuth-díjas író († 1984)
- 1912 – Dudás Kálmán magyar költő, műfordító († 1983)
- 1915
  - Kertész László Jászai Mari-díj-as magyar rendező, zeneigazgató, érdemes művész († 2004)
  - Norman Foster Ramsey Nobel-díjas amerikai fizikus († 2011)
- 1918
  - Mészöly Dezső Kossuth-díjas író, műfordító († 2011)
  - Jelle Zijlstra holland politikus, miniszterelnök, jegybankelnök († 2001)
- 1925 – Bircsák Gusztáv labdarúgó-játékvezető († 2006)
- 1927 – Zerkula János erdélyi magyar népzenész († 2008)
- 1928
  - Boross Péter magyar politikus, 1993 és 1994 között Magyarország miniszterelnöke
  - Losonczi Ágnes Széchenyi-díjas magyar szociológus, társadalomkutató († 2024)
- 1929 – Ira Levin amerikai író, forgatókönyvíró († 2007)
- 1930
  - Galgóczi Erzsébet Kossuth-díjas magyar író († 1989)
  - Sóti Klára magyar grafikus, tervezőszerkesztő, festőművész
- 1931 – Srí Csinmoj bengáliai születésű amerikai spirituális tanító, guru († 2007)
- 1932
  - Örkényi Éva magyar színésznő
  - Kulcsár István Rózsa Ferenc-díjas magyar újságíró, író, rádiós és televíziós személyiség
- 1933 – Hámori Jenő olimpiai bajnok magyar kardvívó
- 1935 – Létay Vera magyar dramaturg, kritikus († 2020)
- 1937 – Alice Coltrane amerikai dzsesszzenész († 2007)
- 1941
  - Cesária Évora zöld-foki előadóművész († 2011)
  - Konrád János olimpiai bajnok vízilabdázó († 2014)
- 1942 – Tom Belsø dán autóversenyző († 2020)
- 1943
  - Honti László Széchenyi-díjas nyelvész, finnugrista, az MTA tagja
  - Uhrik Teodóra Kossuth- és Liszt Ferenc-díjas magyar táncművész, érdemes művész, balettpedagógus, egyetemi tanár, a Pécsi Nemzeti Színház és a Halhatatlanok Társulatának örökös tagja.
  - Wolfgang Nordwig olimpiai bajnok német rúdugró
- 1946 – John C. Mather Nobel-díjas amerikai asztrofizikus
- 1947 – Ilya Salkind mexikói filmproducer
- 1953
  - Kerékgyártó István író
  - Weimper István válogatott labdarúgó
- 1954
  - Derek Warwick brit autóversenyző
  - Török János magyar ökológus, ornitológus, Petényi Salamon János-emlékérmes egyetemi tanár
  - Zalán Tibor József Attila-díjas költő, író
- 1955
  - Can Togay magyar filmrendező, forgatókönyvíró, színész, költő
  - Laura Fygi holland énekesnő
  - Mézes Violetta magyar színésznő
- 1959
  - Gerhard Berger osztrák autóversenyző
  - Petőcz András József Attila-díjas író, költő
- 1961 – Tom Ford amerikai divattervező
- 1964 – Gundel Takács Gábor Táncsics Mihály-díjas magyar sportújságíró, televíziós műsorvezető
- 1966 – Juhan Parts észt politikus, az ország miniszterelnöke (2003–2005)
- 1969 – Chandra Wilson amerikai színésznő és rendező
- 1970 – Peter Ebdon brit világbajnok snooker-játékos
- 1973 – Dietmar Hamann német labdarúgó
- 1976
  - Carlos Moyà spanyol teniszező
  - Tóth Hajnalka világbajnok párbajtőrvívó
  - Mark Webber ausztrál autóversenyző, Formula–1-es pilóta
- 1977 – Deco brazil származású portugál labdarúgó
- 1981
  - Alessandro Gamberini olasz labdarúgó
  - Kardos-Horváth János zenész, a Kaukázus együttes frontembere
- 1982 – Kucsera Gábor világbajnok kajakozó
- 1984 – Sulley Muntari ghánai labdarúgó
- 1985
  - Nikica Jelavić horvát labdarúgó
  - Szabó Előd romániai magyar zenész, a Titán együttes énekes-zeneszerzője
- 1986
  - Bene Barnabás magyar atléta
  - Sebastian Kurz osztrák politikus, kancellár
- 1988 – Alexa Vega amerikai színésznő
- 1990 – Luuk de Jong holland labdarúgó
- 1992 – Blake Jenner amerikai színész
- 1997 – Ainsley Maitland-Niles angol labdarúgó

## Halálozások
- 542 – Caesarius ókeresztény író (* 470 körül)
- 827 – II. Jenő pápa (születési dátuma nem ismert)
- 1146 – III. Erik dán király (* 1104)
- 1300 – Guido Cavalcanti itáliai költő (más források szerint augusztus 28.) (* 1255 körül)
- 1434 – Pfalzi Margit lotaringiai hercegné (* 1376)
- 1521 – Josquin des Prez francia zeneszerző (* 1450 körül)
- 1576 – Tiziano (er. Tiziano Vecellio), itáliai festőművész (* 1490 körül)
- 1590 – V. Szixtusz pápa (* 1521)
- 1635 – Lope de Vega spanyol drámaíró (* 1562)
- 1748 – James Thomson skót író (* 1700)
- 1800 – Kerekes Sámuel újságíró, az első hírlapírók egyike (* 1757 körül)
- 1838 – Nyiry István természettudós, matematikus, az MTA tagja (* 1776)
- 1862 – Egyed Antal római katolikus pap, költő, az MTA tagja (* 1779)
- 1864 – Kuthy Lajos író, az MTA tagja (* 1813)
- 1868 – Makk József tüzérezredes az 1848–49-es szabadságharcban (* 1810)
- 1879 – Rowland Hill angol tanár, a postabélyeg elődjének megalkotója (* 1795)
- 1906 – Thury Zoltán író, újságíró (* 1870)
- 1914 – Eugen Böhm-Bawerk osztrák közgazdász (* 1851)
- 1919 – Louis Botha dél-afrikai politikus, a Dél-afrikai Unió első miniszterelnöke (* 1862)
- 1929 – Herman Potočnik szlovén űrkutató (* 1892)
- 1945 – Álgyay Hubert Pál hídépítő mérnök (* 1894)
- 1945 – Teleki József politikus (* 1859)
- 1945 – Franz Werfel osztrák író (* 1890)
- 1948 – Markovits Rodion magyar író, újságíró (* 1884)
- 1952 – Kempelen Béla családtörténet-író, heraldikus (* 1874)
- 1957 – Ágoston Ernő festőművész (* 1889)
- 1958 – Ernest Lawrence amerikai Nobel-díjas fizikus (* 1901)
- 1961 – Rózsahegyi Kálmán magyar színész, színészpedagógus (* 1873)
- 1965 – Le Corbusier (er. Charles-Edouard Jeanneret) svájci származású francia építész (* 1887)
- 1967 – Brian Epstein, a Beatles együttes menedzsere (* 1934)
- 1969 – Erika Mann német színművész, író, Thomas Mann leánya (* 1905)
- 1975 – Hailé Szelasszié etióp császár (er. Ras Tafari Makonnen), a Négus, Etiópia császára (* 1892)
- 1975 – Komarnicki Gyula magyar hegymászó (* 1885)
- 1978 – Bertalan Károly magyar geológus, barlangkutató (* 1914)
- 1979
  - Lord Louis Mountbatten brit főrend, az Admiralitás első lordja, India utolsó alkirálya (* 1900)
  - Bolesław Szabelski lengyel zeneszerző, orgonaművész, zenepedagógus (* 1896)
- 1985 – Zsoldos Imre trombitaművész (* 1919)
- 1990 – Stevie Ray Vaughan amerikai gitáros, énekes, zeneszerző (* 1954)
- 1993 – Szűr Szabó József Munkácsy Mihály-díjas magyar karikaturista, festő, grafikus, báb- és díszlettervező (* 1902)
- 2000 – Molnár Péter magyar építész (* 1925)
- 2000 – Vásárhelyi Vera magyar író, újságíró (* 1920)
- 2002 – Gion Nándor József Attila-díjas vajdasági magyar író (* 1941)
- 2003 – Takács Paula Kossuth-díjas magyar operaénekes (* 1913)
- 2004 – Majláth Mária magyar színésznő (* 1916)
- 2008 – Abie Nathan izraeli békeaktivista (* 1927)
- 2009 – Szergej Vlagyimirovics Mihalkov orosz író, költő, a szovjet és az orosz nemzeti himnuszok szövegének szerzője (* 1913)
- 2010 – Utassy József Kossuth-díjas magyar költő (* 1941)
- 2014 – Gabos Gábor Liszt Ferenc-díjas zongoraművész, érdemes művész (* 1930)
- 2017 – Lorán Lenke Jászai Mari-díjas magyar színművész (* 1927)
- 2019 – Daróci Bárdos Tamás  magyar zeneszerző, karnagy, zenetanár. (Lúdas Matyi, Szaffi) (* 1931)
- 2023 – Medvigy Gábor Balázs Béla-díjas magyar operatőr, fotóművész, egyetemi tanár (* 1957)

## Nemzeti ünnepek, emléknapok, világnapok
- 1991 óta a Moldovai Köztársaság függetlenségének napja.